# Edwin Griswold Nourse
Edwin Griswold Nourse (ur. 20 maja 1883 w Lockport, zm. 7 kwietnia 1974 w Bethesda) – amerykański ekonomista, pierwszy przewodniczący Zespołu Doradców Ekonomicznych w latach 1946-1949.